# Institut universitaire de technologie de Tarbes
L’institut universitaire de technologie de Tarbes (ou IUT de Tarbes) est un institut universitaire de technologie (IUT) interne à l'université de technologie de Tarbes.
Il est situé dans le quartier de Solazur à Tarbes (canton de Tarbes 3), dans le département des Hautes-Pyrénées, en région Occitanie, en France.

## Historique
Les instituts universitaires de technologie ont été créés en 1966 en application de la première tranche du plan Fouchet,. C'est cette année-là qu'est ouvert l'institut universitaire de technologie de Toulouse A. En 1969, ce dernier intègre l'université Toulouse-III-Paul-Sabatier. L'année suivante, une antenne est créée à Tarbes avec l’ouverture du département gestion des entreprises et des administrations (GEA). En 1987, un département génie mécanique et productique (GMP) ouvre à Tarbes. Il est temporairement logé dans l'école nationale d'ingénieurs de Tarbes (ENIT). Les locaux actuels sont conçus par l'architecte Edmond Lay de 1989 à 2004. Ils sont situés au sud-ouest de Tarbes, sur le campus centre universitaire Tarbes-Pyrénées : au nord de l'ENIT, au sud du site tarbais de l'ESPE Toulouse Midi-Pyrénées, ainsi qu'à l'ouest de la cité universitaire et du restaurant universitaire.
En 1992, un troisième département voit le jour à Tarbes : techniques de commercialisation (TC). En 1993, l'antenne tarbaise de l'IUT de Toulouse A prend son indépendance et devient l'IUT de Tarbes. Il dépend toujours de l'université Toulouse-III-Paul-Sabatier. L'année suivante, le quatrième département ouvre : génie électrique et informatique industrielle (GEII). En 1999, l'institut universitaire professionnalisé à l'IUT, avec un master professionnel. En 2000, la première licence professionnelle ouvre à l'IUT. Un an plus tard, le département serecom est créé. Il deviendra par la suite métiers du multimédia et de l'Internet (MMI). En 2004, l'IUT est agrandi pour pouvoir abriter ce département, qui pour le moment est éparpillé dans tout l'établissement. En 2014, l'établissement propose un sixième DUT : génie civil et construction durable (GCCD).
À partir de septembre 2021, l'IUT de Tarbes, comme les autres IUT, se réorganise et dispense le bachelor universitaire de technologie (BUT), un diplôme national en 3 ans voué à remplacer les DUT et les licences professionnelles,. Les six DUT sont remplacés par leurs six BUT équivalents. À la rentrée 2023, certaines licences professionnelles seront intégrées dans les BUT. Toujours en 2023, l'IUT de Tarbes quitte l'université Paul Sabatier pour rejoindre la nouvelle université de technologie de Tarbes (UTTOP).

### Directeurs de l'IUT de Tarbes
- 1993-2004 : Jean-Louis Darréon[12] ;

- 2004-2014 : Christelle Farenc[13] ;
- 2014-2019 : Jean-Noël Félicès[14] ;
- 2019-aujourd'hui : Jean-Yves Chambrin[15] ;
- Création d'une université de Technologie[16]. L'ENIT est transformée en Université de Technologie, et l'IUT de Tarbes devient un institut interne de l'Université de Technologie, par décret du 24 novembre 2023[17],[18],[19].

### Identité visuelle

Ancien logo (avant 2011).
Ancien logo (2011-2021).
Logo actuel (depuis 2021).

## Formations
La formation des 1500 étudiants de l'institut universitaire de technologie de Tarbes est assurée par 50 enseignants-chercheurs. L'institut dispense principalement des bachelors universitaires de technologie (BUT) et des licences professionnelles (LP) de niveau bac+3.
Ces formations sont réparties à travers huit départements d'enseignement : commerce, gestion, multimédia, systèmes électriques, physique-chimie, mécanique, bâtiment et travaux publics et développement durable.
Les diplômes peuvent être obtenus par formation initiale, par formation par alternance (contrat d'apprentissage, contrat de professionnalisation), par formation continue ou par validation des acquis et de l'expérience (VAE).

### Bachelors universitaires de technologie
L'IUT dispose de six bachelors universitaires de technologie, :
- BUT TC : Techniques de commercialisation, 3 parcours ;
- BUT GEA : Gestion des entreprises et des administrations, 3 parcours ;
- BUT MMI : Métiers du multimédia et de l'Internet, 3 parcours ;
- BUT GEII : Génie électrique et informatique industrielle, 2 parcours ;
- BUT GMP : Génie mécanique et productique, 2 parcours ;
- BUT GCCD : Génie civil et construction durable, 3 parcours ;

### Licences professionnelles
Douze licences professionnelles peuvent également être suivies, après un BTS ou une licence 2, :
- LP CPSI : Commercialisation des produits et services industriels ;
- LP COGESHT : Commercialisation et gestion des structures et hébergements touristiques ;
- LP SIIC : Systèmes d'information intégrés et communication ;
- LP Com2Web : Communication digitale et webmastering ;
- LP CCRSEE : Conception commande réalisation des systèmes électriques embarqués ;
- LP STER SE : Sciences et technologies des énergies renouvelables - systèmes électriques ;
- LP ICP : Ingénierie de la conception et prototype ;
- LP IMSC : Innovation, matériaux et structures composites ;
- LP M3ER : Maintenance et exploitation des équipements dans les énergies renouvelables ;
- LP MIAMI: Médias Interactifs Applications Mixtes Immersives ;
- LP MQDE : Management de la qualité, des déchets et de l’environnement ;
- LP STEEER : Systèmes thermiques, efficacité énergétique et énergies renouvelables : ingénierie des systèmes thermiques ;

### Autres diplômes
Une licence (bac+3) et un master (bac+5) de l'université Toulouse-III-Paul-Sabatier sont délocalisés à l'IUT de Tarbes, :
- Licence : Physique et applications aux sciences de l’univers et de l'environnement ;
- Master professionnel : Entrepreneuriat et management des petites et moyennes organisations ;

## Recherche
L'institut universitaire de technologie de Tarbes est rattaché à différents laboratoires de recherche localisés à Toulouse et Tarbes, où travaillent en 2018 42 enseignants-chercheurs, 11 chercheurs, 12 doctorants ainsi que 26 ingénieurs et techniciens. La recherche est orientée autour des thématiques suivantes : mécanique, informatique, sciences humaines et sociales, électronique, météorologie.
| Nom      | Nom Complet                                                           | Type | Centre                          | Domaine | Structures partenaires |
| -------- | --------------------------------------------------------------------- | ---- | ------------------------------- | --- | --- |
| ICA      | Institut Clément Ader                                                 | UMR  | Toulouse, Tarbes, Albi          | Matériaux et structures composites – Surface, usinage, matériaux et outillages – Modélisation des systèmes et microsystèmes mécaniques – Métrologie, identification, contrôle et surveillance.                                                    | UPS – Faculté sciences et ingénierie, IUT Toulouse 'A' Paul Sabatier, IUT de Tarbes, INSA de Toulouse, IMT mines d'Albi-Carmaux, ISA-SUPAERO, CNRS                                       |
| LA (OMP) | Laboratoire d'Aérologie — Observatoire Midi-Pyrénées                  | UMR  | Toulouse, Lannemezan, Tarbes    | Analyse des transferts d'énergie et d'espèces en trace – Emissions, dépôts et impacts – Chimie atmosphérique processus tendances – Atmosphère océan et couplages – Systèmes précipitants rayonnements interactions transferts électriques.        | UPS – Faculté sciences et ingénierie, IUT de Tarbes, CNRS |
| LERASS   | Laboratoire d'études et de recherches appliquées en sciences sociales | EA   | Toulouse, Auch, Castres, Tarbes | Information et communication – Communication, pratiques, sens, textualités – Politiques urbaines soutenables – Médiapolis / Grecom – Médiations en information / communication spécialisée – Organicom – Psychologie sociale de la communication. | UPS – IUT Toulouse 'A' Paul Sabatier, IUT de Tarbes, université Toulouse-Jean-Jaurès, université Toulouse-I-Capitole, université Paul-Valéry-Montpellier, INSA de Toulouse, Toulouse INP |
| LGCO     | Laboratoire gouvernance et contrôle organisationnel                   | EA   | Toulouse, Auch                  | Sciences de gestion. | UPS – IUT Toulouse 'A' Paul Sabatier, IUT de Tarbes |
| LMDC     | Laboratoire matériaux et durabilité des constructions de Toulouse     | EA   | Toulouse, Tarbes                | Matériaux innovants pour le génie civil – Durabilité des matériaux et des ouvrages – Requalification, surveillance et maintenance du patrimoine bâti.                                                                                             | UPS – Faculté sciences et ingénierie, IUT de Tarbes, INSA de Toulouse, institut Carnot                                                                                                   |

Ces laboratoires sont liés aux écoles doctorales suivantes et permettent l'accueil de doctorants :
- L'école doctorale mécanique, énergétique, génie civil, procédés - ED MEGeP 468[31],
- L'école doctorale sciences de l'univers, de l'environnement et de l'espace - ED SDU2E 173[32],
- L'école doctorale arts, lettres, langues, philosophie, communication - ED ALLPH@ 328[33].

L'IUT de Tarbes est membre de la fédération « structure interdisciplinaire de recherche sur les systèmes, les instruments et leurs usages » (FED SIRYUS - 4144), créée par l'école nationale d'ingénieurs de Tarbes, dont les objectifs sont de promouvoir des recherches interdisciplinaires associant les différentes unités de recherche présentes sur le site Tarbais. Les unités de recherche partenaires sont :
- Le laboratoire génie de production (LGP) de l'école nationale d'ingénieurs de Tarbes,
- Les antennes tarbaises du laboratoire d'aérologie (LA), du laboratoire dynamique terrestre et planétaire (LDTP), et du laboratoire d’études et de recherches appliquées en sciences sociales (LERASS) de l'université Toulouse-III-Paul-Sabatier,
- Les antennes de Tarbes du laboratoire thermique, énergétique et procédés (LTEP), et du laboratoire d’analyse de la performance sportive (LAPS) de l'université de Pau et des pays de l'Adour,
- L'antenne tarbaise de l'observatoire Midi-Pyrénées,
- L'antenne de Tarbes de l'institut Clément Ader de l'INSA de Toulouse,
- La halle Agromat du laboratoire de chimie agro-industrielle (LCA) de l'ENSIACET.

## Relations internationales
L'établissement est en partenariat avec quinze universités réparties dans sept pays différents : Irlande (Carlow, Dundalk, Athlone), Angleterre (Londres), Espagne (Saragosse, Huesca, Malaga), Russie (Tcheliabinsk, Piatigorsk), Roumanie (Iași, Timișoara), Suède (Kalmar), et Canada (Trois-Rivières, Gatineau, Chicoutimi).

## Vie étudiante
La vie étudiante à l'institut universitaire de technologie de Tarbes est régie par le bureau des élèves (BDE) et les « Amicales ». Chaque département de l'établissement possède sa propre Amicale. Ces associations étudiantes permettent aux étudiants de l'école de se rencontrer et d'organiser des événements ensemble, comme le gala de l'IUT. D'autres événements, comme les Inter-Écoles sont organisés avec les autres établissements supérieurs de Tarbes (ENIT, IFSI, STAPS, ESA Pyrénées, lycées proposant des BTS et des CPGE, etc).

## Galerie

Extérieur de l'IUT de Tarbes.
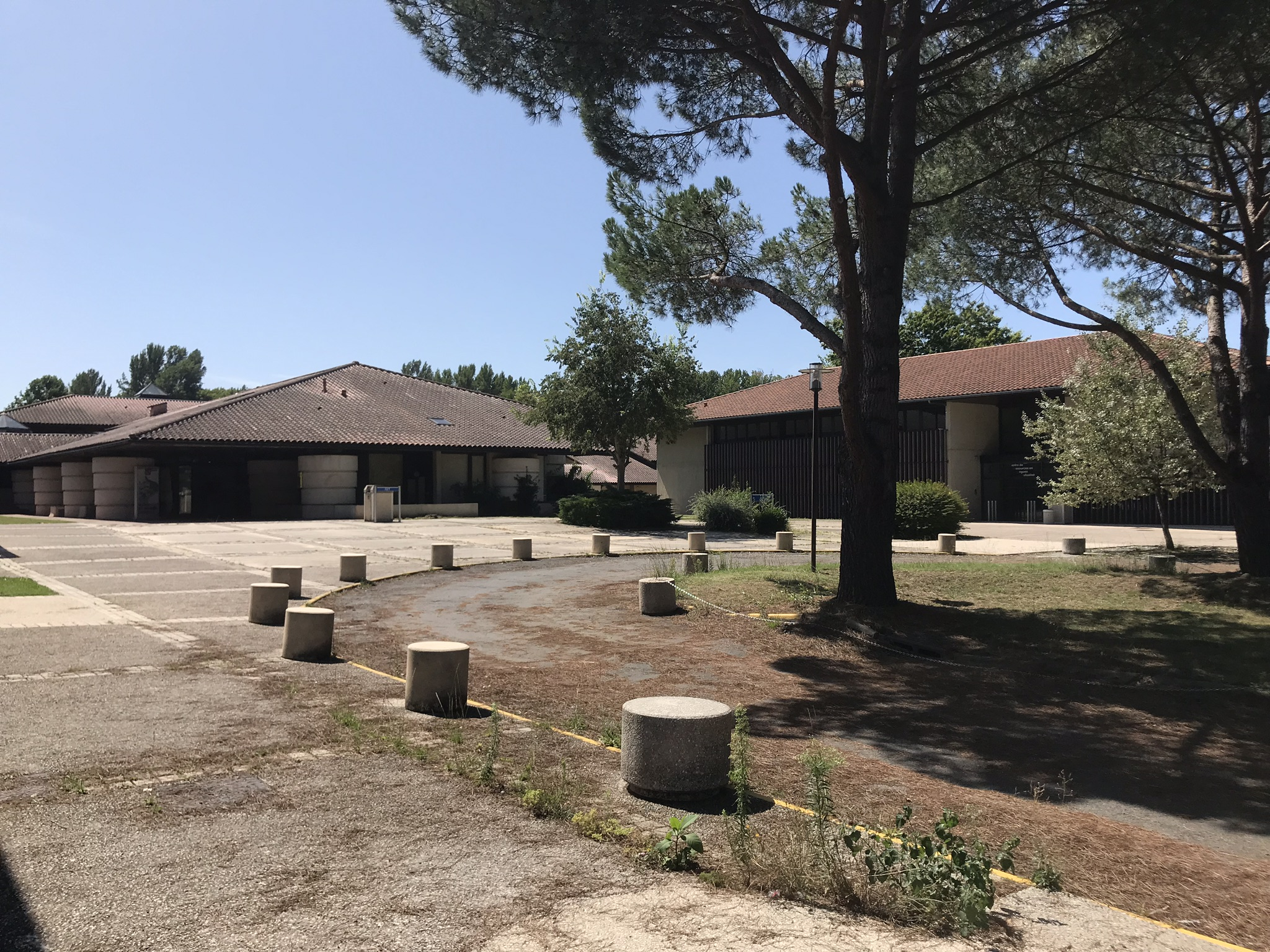
Entrée principale.
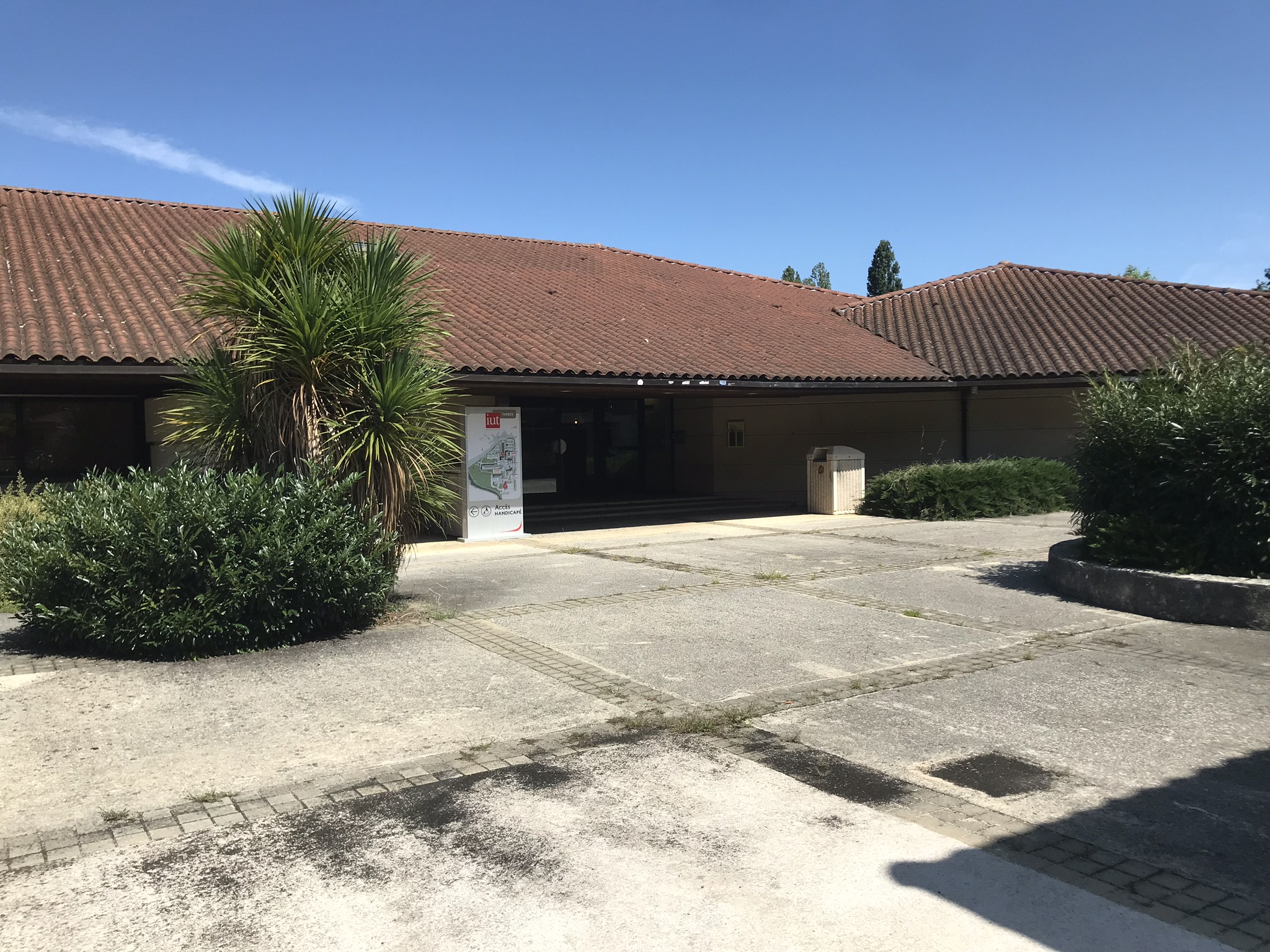
Entrée sud.
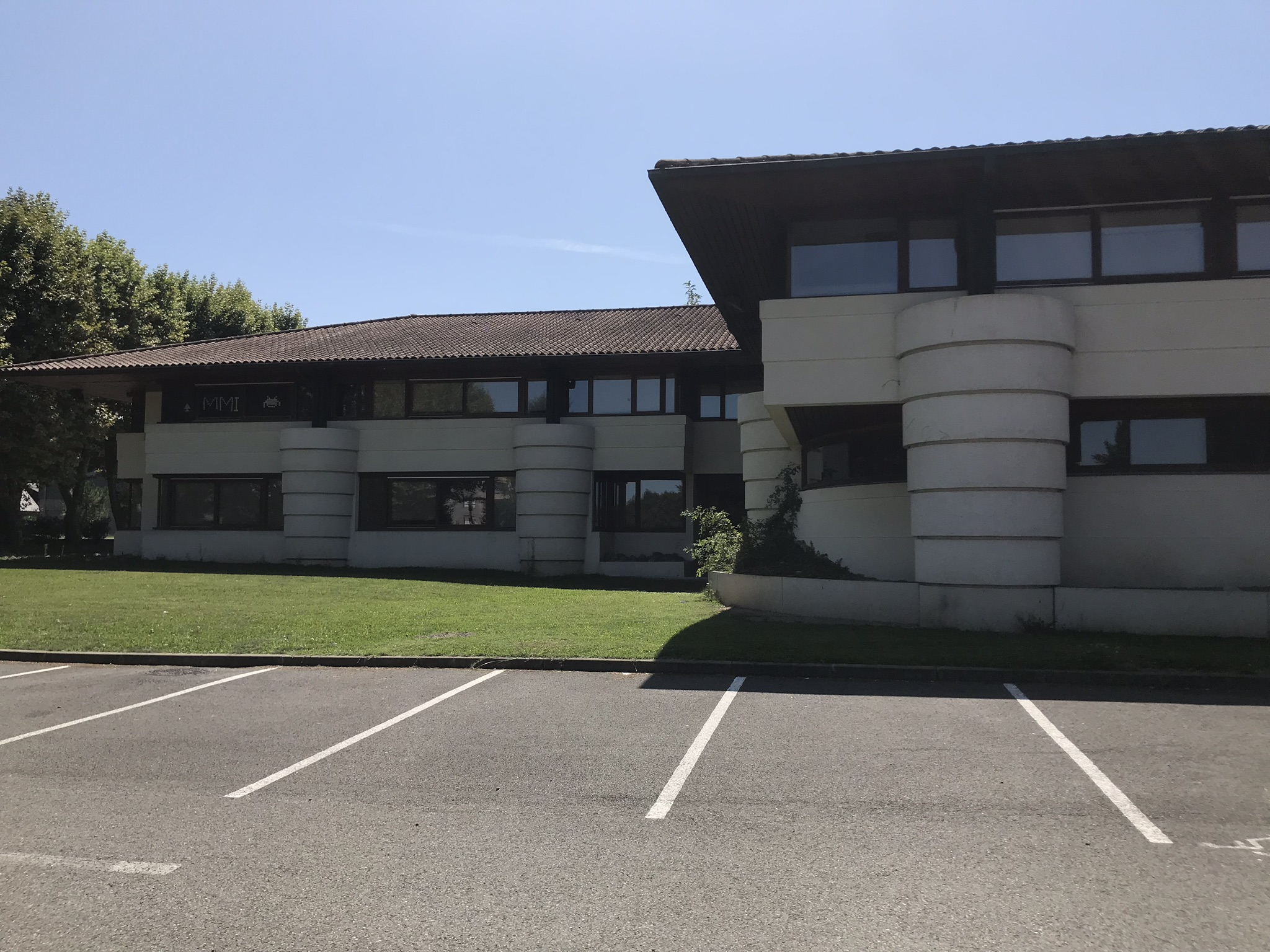
Vue d'ensemble du bâtiment.
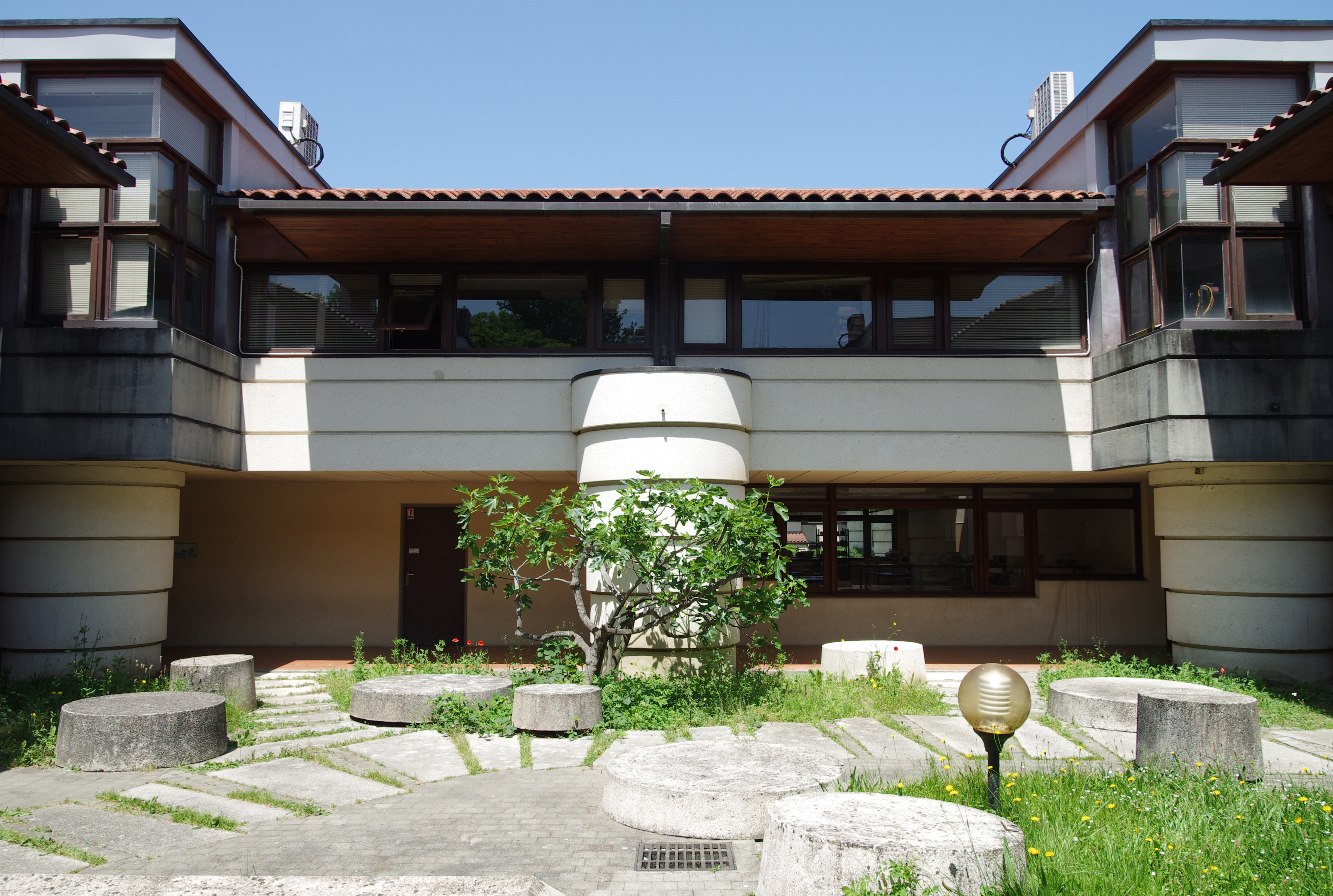
Vue de l'intérieur du patio de l'aile des ateliers.

Intérieur de l'IUT de Tarbes.
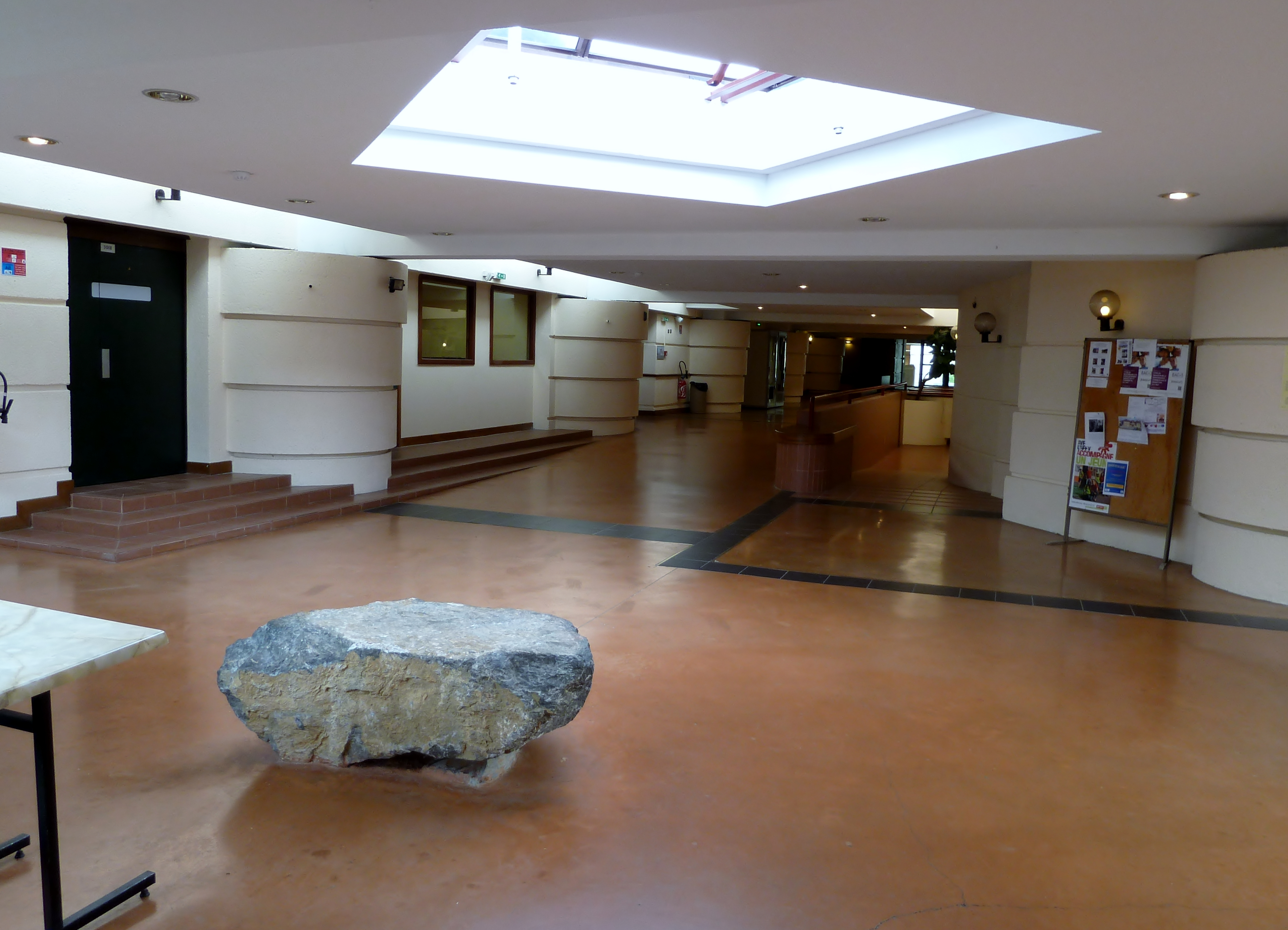
Vers l'entrée sud.
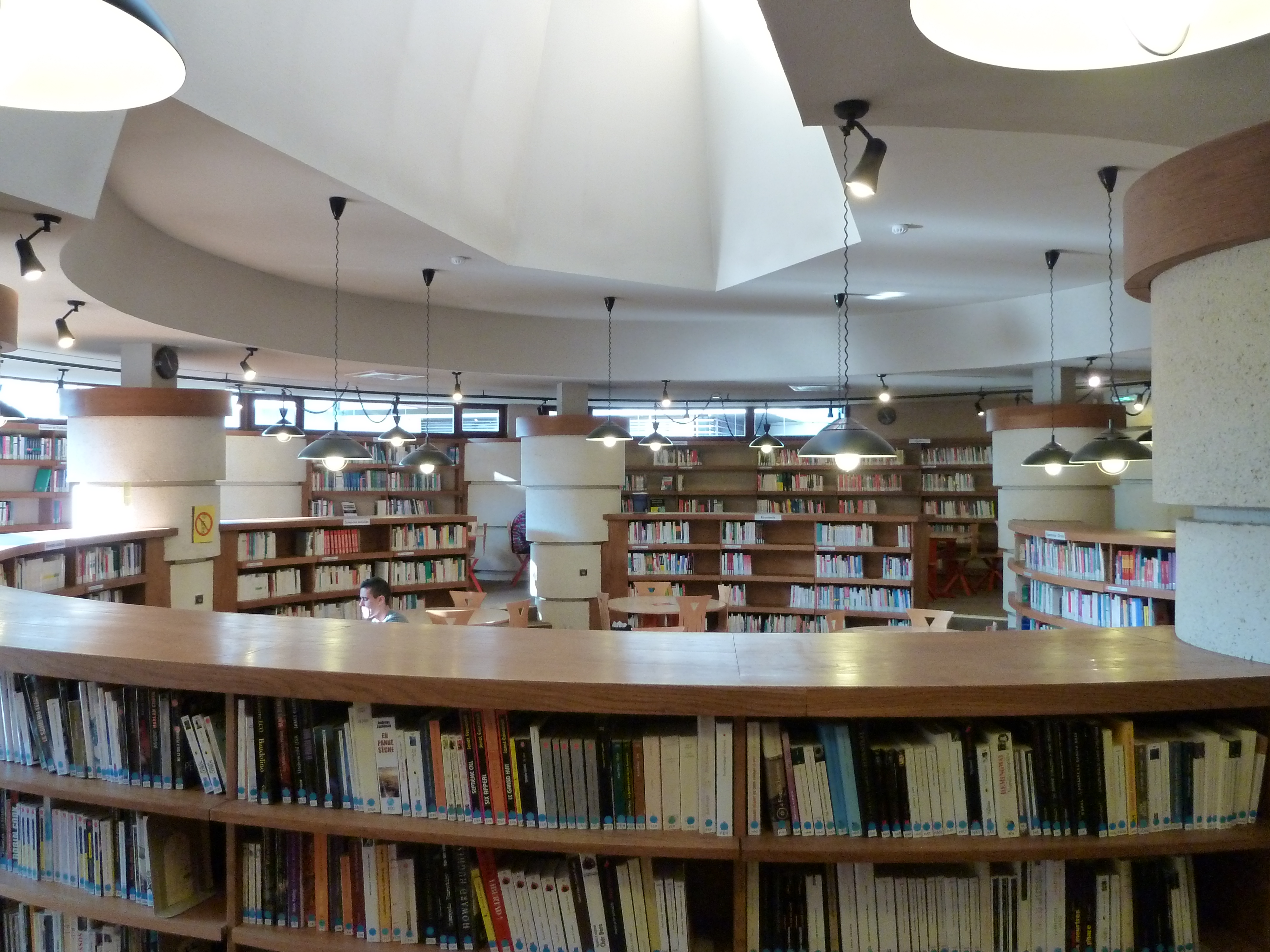
Bibliothèque universitaire.
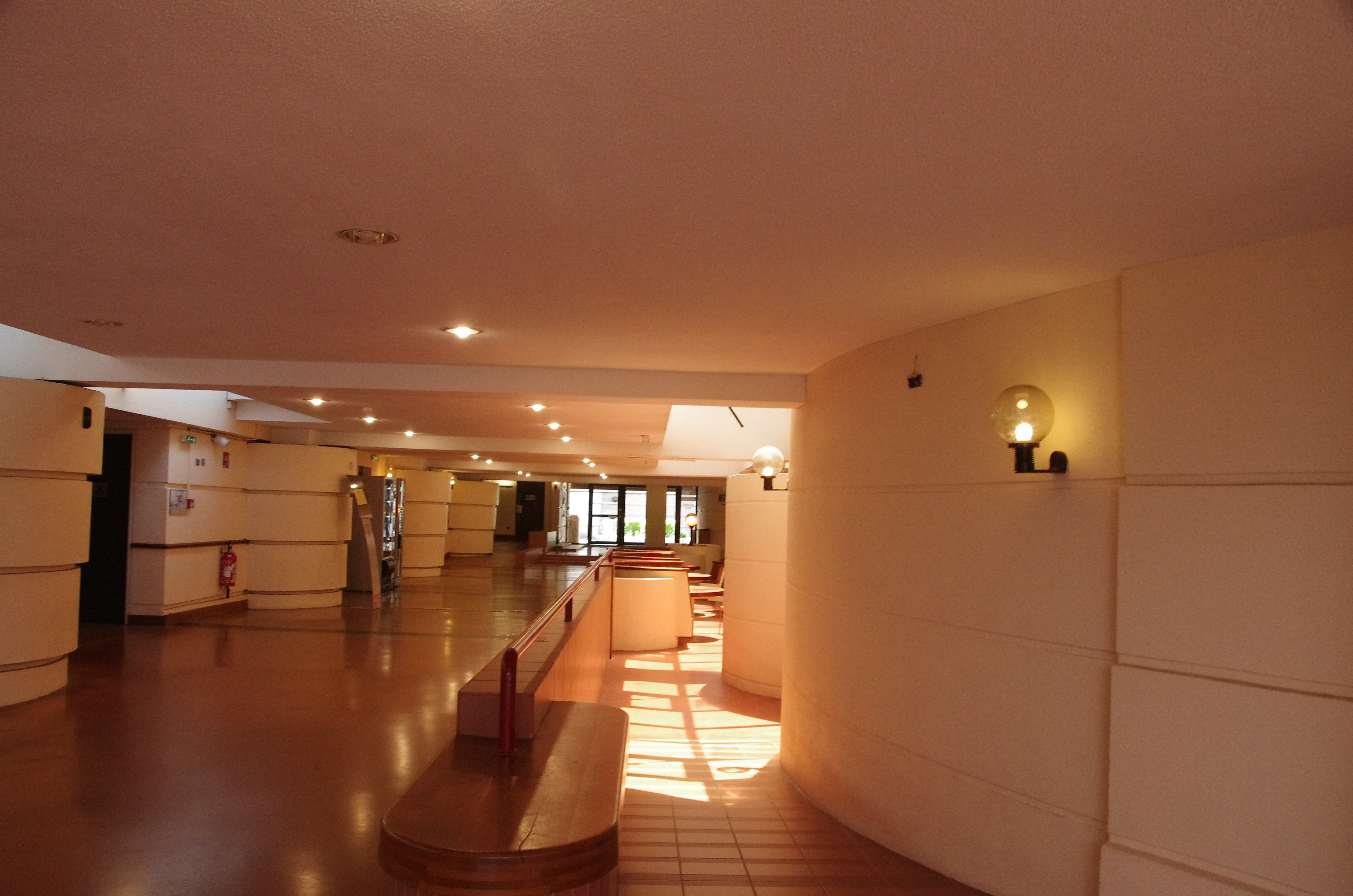
Intérieur nord.
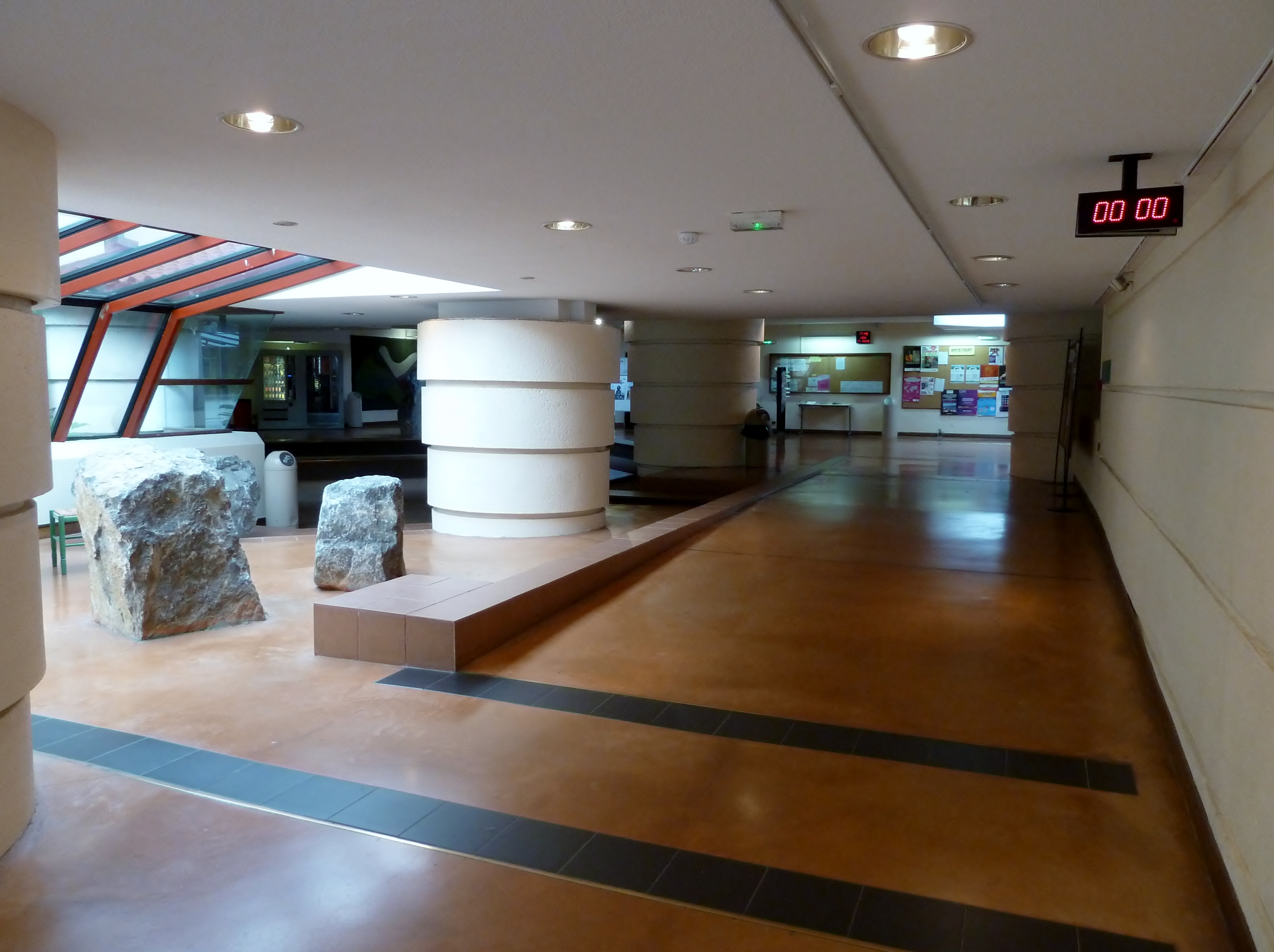
Vers la scolarité.
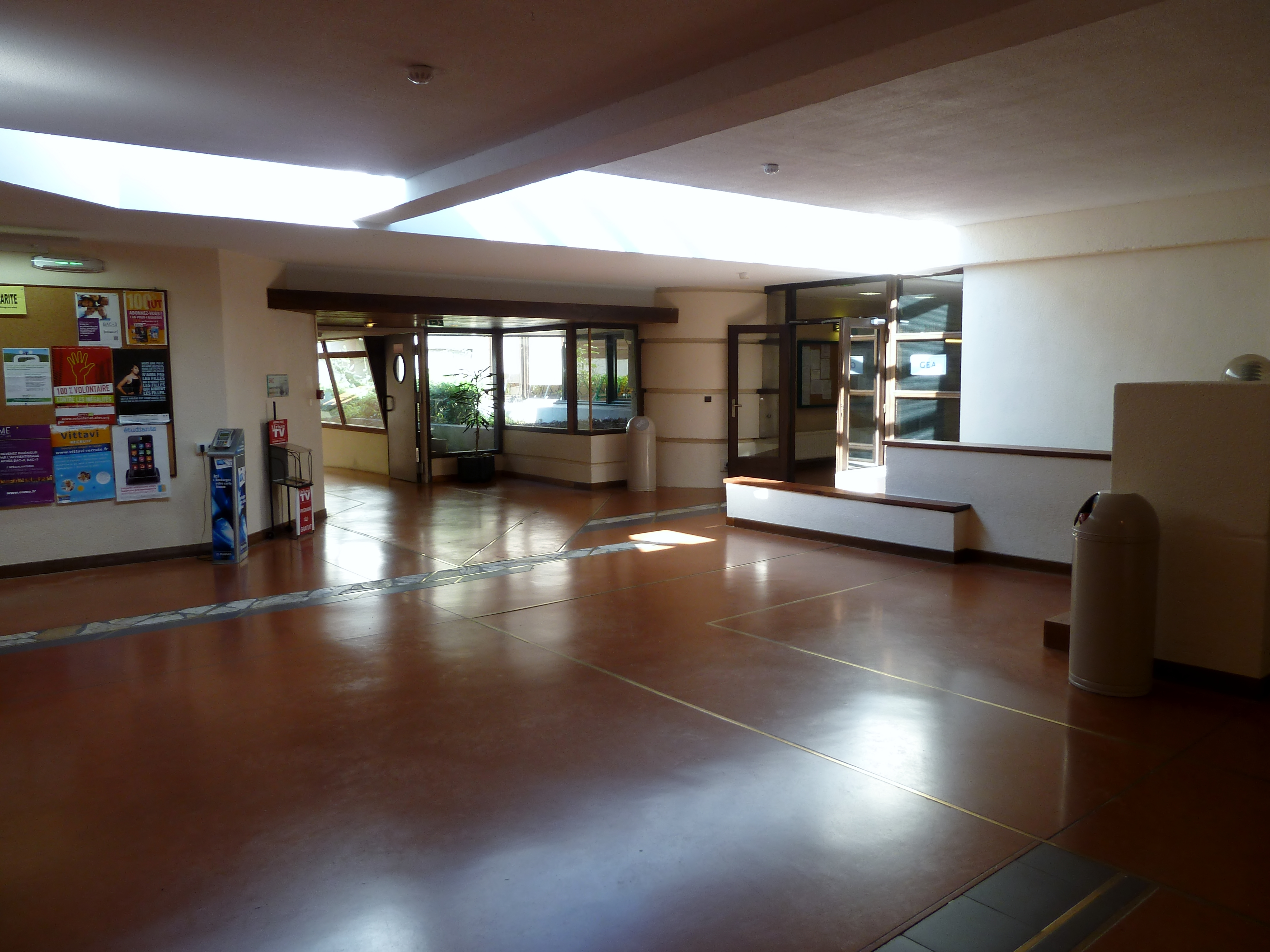
Vers le département GEA.
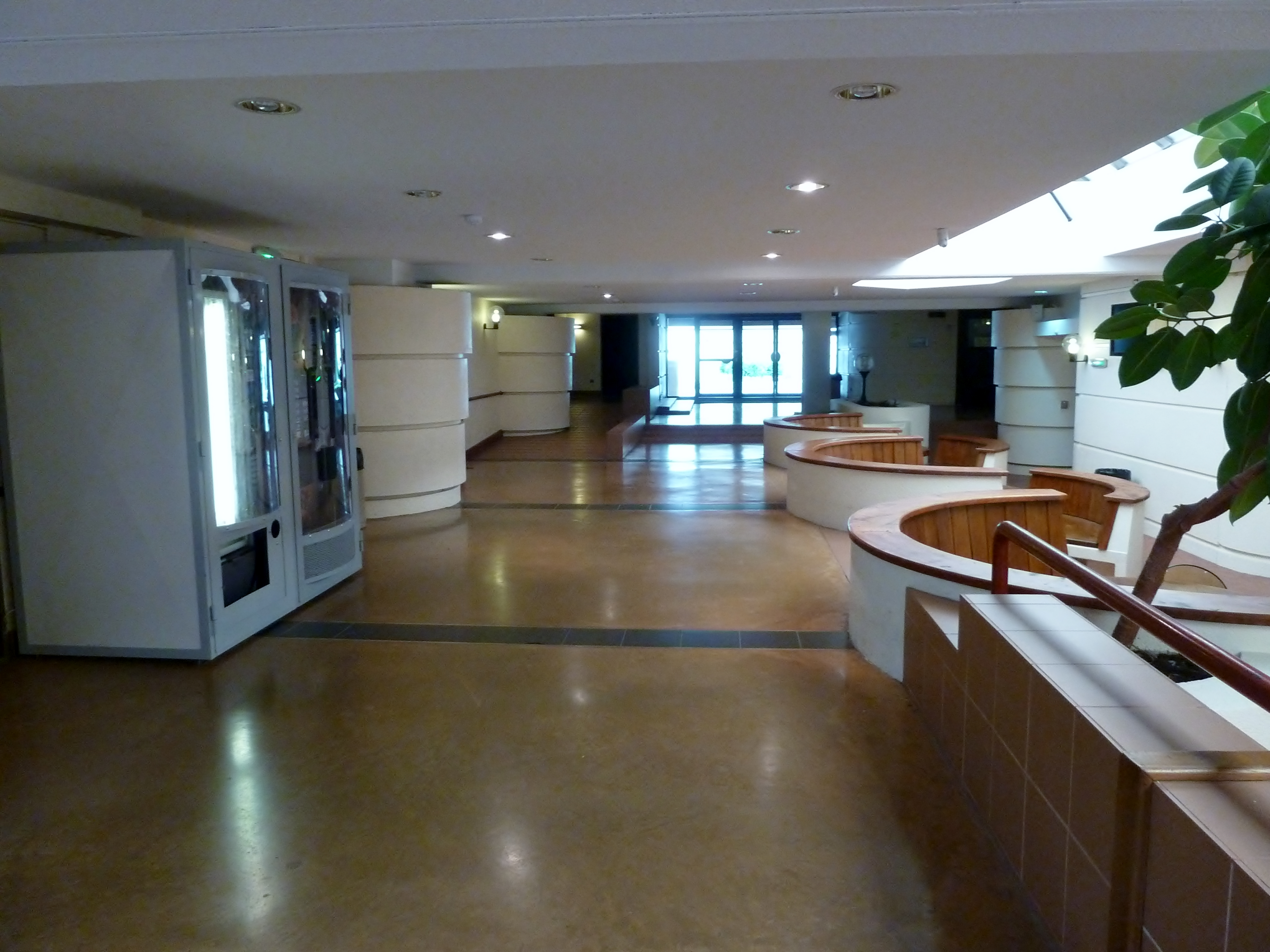
Vers entrée Sud, départements GEII & TC.

## Classement
En 2022 l'établissement a été classé 69e du classement complet réalisé par Thotis